# Marion (Louisiana)
Marion is een plaats (town) in de Amerikaanse staat Louisiana, en valt bestuurlijk gezien onder Union Parish.

## Demografie
Bij de volkstelling in 2000 werd het aantal inwoners vastgesteld op 806.
In 2006 is het aantal inwoners door het United States Census Bureau geschat op 770, een daling van 36 (-4,5%).

## Geografie
Volgens het United States Census Bureau beslaat de plaats een oppervlakte van
8,3 km², geheel bestaande uit land.

## Plaatsen in de nabije omgeving
De onderstaande figuur toont nabijgelegen plaatsen in een straal van 32 km rond Marion.